# 吳宛菱
吳宛菱（英語：Josephine Yuenling Wu，1995年1月20日—），加拿大女子羽毛球運動員。

## 簡歷
2009年，吳宛菱在加拿大羽毛球青年全國賽贏得三項冠軍。及至2012年，她首次參與成年級別的國際賽事，出戰在本國舉行的加拿大羽毛球大獎賽。
2016年4月，吳宛菱代表加拿大出戰巴西坎皮納斯舉行的泛美洲羽毛球錦標賽，與唐祎敏合作贏得女子雙打比賽冠軍。
2017年8月，吳宛菱出戰美國羽毛球國際系列賽，與吳駿義合作贏得混合雙打比賽冠軍。
吳宛菱在爭取2024年巴黎奧運參賽資格期間遭受右膝半月板傷勢，她為了爭取奧運資格而推遲手術，最終導致前十字韌帶也受傷，但仍帶傷在2024年泛美洲羽毛球錦標賽奪得女雙、混雙季軍。吳宛菱最後未能取得奧運資格，並在2024年6月接受手術；在經歷十餘月後調養後復出，也入選加拿大代表隊出戰2025年蘇迪曼盃。

## 主要比賽成績
只列出曾進入準決賽的國際賽事成績：
| 年份   | 賽事                         | 公開賽級別 | 項目     | 拍檔               | 成績   |
| ------ | ---------------------------- | ---------- | -------- | ------------------ | ------ |
| 2010年 | 泛美洲青年羽毛球錦標賽       | 其他       | 混合團體 | －                 | 季軍   |
| 2010年 | 泛美洲青年羽毛球錦標賽       | 其他       | 女子單打 | －                 | 季軍   |
| 2012年 | 泛美洲青年羽毛球錦標賽       | 其他       | 混合團體 | －                 | 亞軍   |
| 2012年 | 泛美洲青年羽毛球錦標賽       | 其他       | 女子單打 | －                 | 季軍   |
| 2012年 | 泛美洲青年羽毛球錦標賽       | 其他       | 女子雙打 | Takeisha Wang      | 季軍   |
| 2012年 | 泛美洲青年羽毛球錦標賽       | 其他       | 混合雙打 | Nathan Osborne     | 季軍   |
| 2013年 | 泛美洲青年羽毛球錦標賽       | 其他       | 混合團體 | －                 | 冠軍   |
| 2013年 | 泛美洲青年羽毛球錦標賽       | 其他       | 女子單打 | －                 | 季軍   |
| 2013年 | 泛美洲青年羽毛球錦標賽       | 其他       | 女子雙打 | Takeisha Wang      | 亞軍   |
| 2013年 | 泛美洲青年羽毛球錦標賽       | 其他       | 混合雙打 | Nathan Osborne     | 冠軍   |
| 2016年 | 泛美洲羽毛球團體錦標賽       | 其他       | 女子團體 | －                 | 亞軍   |
| 2016年 | 泛美洲羽毛球錦標賽           | 其他       | 混合團體 | －                 | 冠軍   |
| 2016年 | 泛美洲羽毛球錦標賽           | 其他       | 女子雙打 | 唐祎敏             | 冠軍   |
| 2016年 | 泛美洲羽毛球錦標賽           | 其他       | 混合雙打 | Nathan Osborne     | 亞軍   |
| 2016年 | 美國羽毛球國際挑戰賽         | 國際挑戰賽 | 女子雙打 | 唐祎敏             | 準決賽 |
| 2017年 | 泛美洲羽毛球錦標賽 (團體)    | 其他       | 混合團體 | －                 | 冠軍   |
| 2017年 | 泛美洲羽毛球錦標賽           | 其他       | 女子雙打 | 唐祎敏             | 冠軍   |
| 2017年 | 美國羽毛球國際系列賽         | 國際系列賽 | 混合雙打 | 吳駿義             | 冠軍   |
| 2018年 | 泛美洲羽毛球男女子團體錦標賽 | 其他       | 女子團體 | －                 | 冠軍   |
| 2018年 | 泛美洲羽毛球錦標賽           | 其他       | 女子雙打 | 唐祎敏             | 亞軍   |
| 2018年 | 泛美洲羽毛球錦標賽           | 其他       | 混合雙打 | 泰·亞歷山大·林德曼 | 冠軍   |
| 2018年 | 美國羽毛球國際系列賽         | 國際系列賽 | 女子雙打 | 唐祎敏             | 準決賽 |
| 2018年 | 美國羽毛球國際系列賽         | 國際系列賽 | 混合雙打 | 余智華             | 冠軍   |
| 2018年 | 危地馬拉羽毛球國際系列賽     | 國際系列賽 | 女子雙打 | 吳熙兒             | 冠軍   |
| 2018年 | 危地馬拉羽毛球國際系列賽     | 國際系列賽 | 混合雙打 | 余智華             | 冠軍   |
| 2018年 | 聖多明哥羽毛球公開賽         | 國際系列賽 | 女子單打 | －                 | 準決賽 |
| 2018年 | 聖多明哥羽毛球公開賽         | 國際系列賽 | 混合雙打 | 余智華             | 冠軍   |
| 2018年 | 美國羽毛球國際挑戰賽         | 國際挑戰賽 | 混合雙打 | 余智華             | 準決賽 |
| 2019年 | 泛美洲羽毛球混合團體錦標賽   | 其他       | 混合團體 | －                 | 冠軍   |
| 2019年 | 泛美洲羽毛球錦標賽           | 其他       | 女子雙打 | 凱瑟琳·蔡          | 亞軍   |
| 2019年 | 泛美洲羽毛球錦標賽           | 其他       | 混合雙打 | 余智華             | 冠軍   |
| 2019年 | 泛美運動會羽毛球比賽         | 其他       | 混合雙打 | 余智華             | 金牌   |
| 2019年 | 保加利亞羽毛球公開賽         | 國際系列賽 | 女子雙打 | 凱瑟琳·蔡          | 亞軍   |
| 2019年 | 保加利亞羽毛球公開賽         | 國際系列賽 | 混合雙打 | 余智華             | 冠軍   |
| 2019年 | 南澳洲羽毛球國際賽           | 國際挑戰賽 | 混合雙打 | 余智華             | 冠軍   |
| 2019年 | 匈牙利羽毛球國際賽           | 國際挑戰賽 | 混合雙打 | 余智華             | 準決賽 |
| 2019年 | 美國羽毛球國際挑戰賽         | 國際挑戰賽 | 混合雙打 | 余智華             | 冠軍   |
| 2021年 | 泛美洲羽毛球錦標賽           | 其他       | 混合雙打 | 余智華             | 冠軍   |
| 2021年 | 危地馬拉羽毛球國際系列賽     | 國際系列賽 | 混合雙打 | 泰·亞歷山大·林德曼 | 冠軍   |
| 2022年 | 泛美洲羽毛球男女子團體錦標賽 | 其他       | 女子團體 | －                 | 亞軍   |
| 2022年 | 泛美洲羽毛球錦標賽           | 其他       | 女子雙打 | 蔡卓如             | 亞軍   |
| 2022年 | 泛美洲羽毛球錦標賽           | 其他       | 混合雙打 | 泰·亞歷山大·林德曼 | 冠軍   |
| 2022年 | 丹麥羽毛球大師賽             | 國際挑戰賽 | 混合雙打 | 泰·亞歷山大·林德曼 | 準決賽 |
| 2022年 | 秘魯羽毛球國際賽             | 國際挑戰賽 | 女子雙打 | 蔡卓如             | 準決賽 |
| 2022年 | 秘魯羽毛球國際賽             | 國際挑戰賽 | 混合雙打 | 泰·亞歷山大·林德曼 | 亞軍   |
| 2022年 | 墨西哥羽毛球國際賽           | 國際系列賽 | 女子雙打 | 蔡卓如             | 冠軍   |
| 2022年 | 加拿大羽毛球國際挑戰賽       | 國際挑戰賽 | 混合雙打 | 泰·亞歷山大·林德曼 | 準決賽 |
| 2023年 | 泛美洲羽毛球混合團體錦標賽   | 其他       | 混合團體 | －                 | 冠軍   |
| 2023年 | 波蘭羽毛球公開賽             | 國際挑戰賽 | 女子雙打 | 蔡卓如             | 亞軍   |
| 2023年 | 泛美洲羽毛球錦標賽           | 其他       | 女子雙打 | 蔡卓如             | 冠軍   |
| 2023年 | 泛美洲羽毛球錦標賽           | 其他       | 混合雙打 | 泰·亞歷山大·林德曼 | 亞軍   |
| 2023年 | 墨西哥羽毛球國際挑戰賽       | 國際挑戰賽 | 女子雙打 | 蔡卓如             | 準決賽 |
| 2023年 | 墨西哥羽毛球國際挑戰賽       | 國際挑戰賽 | 混合雙打 | 泰·亞歷山大·林德曼 | 亞軍   |
| 2023年 | 危地馬拉羽毛球國際挑戰賽     | 國際挑戰賽 | 女子雙打 | 蔡卓如             | 冠軍   |
| 2023年 | 危地馬拉羽毛球國際挑戰賽     | 國際挑戰賽 | 混合雙打 | 泰·亞歷山大·林德曼 | 冠軍   |
| 2023年 | 秘魯羽毛球國際挑戰賽         | 國際挑戰賽 | 女子雙打 | 蔡卓如             | 準決賽 |
| 2023年 | 秘魯羽毛球國際挑戰賽         | 國際挑戰賽 | 混合雙打 | 泰·亞歷山大·林德曼 | 冠軍   |
| 2023年 | 泛美運動會羽毛球比賽         | 其他       | 女子雙打 | 蔡卓如             | 金牌   |
| 2023年 | 泛美運動會羽毛球比賽         | 其他       | 混合雙打 | 泰·亞歷山大·林德曼 | 金牌   |
| 2023年 | 加拿大羽毛球國際挑戰賽       | 國際挑戰賽 | 女子雙打 | 蔡卓如             | 準決賽 |
| 2023年 | 加拿大羽毛球國際挑戰賽       | 國際挑戰賽 | 混合雙打 | 泰·亞歷山大·林德曼 | 準決賽 |
| 2024年 | 伊朗羽毛球國際挑戰賽         | 國際挑戰賽 | 混合雙打 | 泰·亞歷山大·林德曼 | 準決賽 |
| 2024年 | 阿塞拜疆羽毛球國際賽         | 國際挑戰賽 | 女子雙打 | 蔡卓如             | 亞軍   |
| 2024年 | 阿塞拜疆羽毛球國際賽         | 國際挑戰賽 | 混合雙打 | 泰·亞歷山大·林德曼 | 準決賽 |
| 2024年 | 泛美洲羽毛球男女子團體錦標賽 | 其他       | 女子團體 | －                 | 冠軍   |
| 2024年 | 波蘭羽毛球公開賽             | 國際挑戰賽 | 女子雙打 | 蔡卓如             | 準決賽 |
| 2024年 | 波蘭羽毛球公開賽             | 國際挑戰賽 | 混合雙打 | 泰·亞歷山大·林德曼 | 冠軍   |
| 2024年 | 泛美洲羽毛球錦標賽           | 其他       | 女子雙打 | 蔡卓如             | 季軍   |
| 2024年 | 泛美洲羽毛球錦標賽           | 其他       | 混合雙打 | 泰·亞歷山大·林德曼 | 季軍   |
| 2025年 | 泛美洲羽毛球混合團體錦標賽   | 其他       | 混合團體 | －                 | 冠軍   |
| 2025年 | 泛美洲羽毛球錦標賽           | 其他       | 混合雙打 | 泰·亞歷山大·林德曼 | 冠軍   |

| 2007-2017年 | 首要超級賽 | 超級賽 | 黃金大獎賽 | 大獎賽 | 國際挑戰賽 | 國際系列賽 | 未來系列賽 | 其他 |

| 2018-2026年 | 總決賽 | 超級1000賽 | 超級750賽 | 超級500賽 | 超級300賽 | 超級100賽 | 國際挑戰賽 | 國際系列賽 | 未來系列賽 | 其他 |

### 奧運會和世錦賽參賽紀錄
|          | 搭檔               | 2018 | 2019 | 2020       | 2021 | 2022 | 2023 |
| -------- | ------------------ | ---- | ---- | ---------- | ---- | ---- | ---- |
| 女子雙打 | 唐祎敏             | 64強 | －   | －         | －   | －   | －   |
| 女子雙打 | 蔡卓如             | －   | －   | －         | －   | 32強 | 64強 |
|          |                    |      |      |            |      |      |      |
| 混合雙打 | 余智華             | －   | 32強 | 小組第四名 | －   | －   | －   |
| 混合雙打 | 泰·亞歷山大·林德曼 | －   | －   | －         | －   | －   | 32強 |